# Dilar hikosanus
Dilar hikosanus là một loài côn trùng trong họ Dilaridae thuộc bộ Neuroptera. Loài này được Nakahara miêu tả năm 1955.